# Чорногорка (Кривий Ріг)
Чорного́рка  — житловий масив Центрально-Міського району. Межує з Трампарком.

## Загальні відомості
Чорногорка виникла у 1850-х рр. Займає узвишшя на лівому березі Інгулець. Існували печери, де переховувалися злодії. Можливо звідси й пішла назва.
Забудова тривала до 1960-х рр. Площа 2 тис. га. Має 35 вулиць, мешкає 4,1 тис. осіб.

## Хата-читальня
Чорногорська хата-читальня відкрита в травні 1925 р. в селищі Чорногорка (вул. Нагорна). Розташовувався будинок Проходи, який одержано в оренду. Був єдиним цегляним будинком в окрузі, вимагав ремонту.
У день відкриття один з організаторів С. Фіж був жорстоко побитий. Проводилися колективні читання, лекції, вечори запитань і відповідей. Діяли вокальний, драматичні гуртки, які виступали в СШ № 2. Серед активних відвідувачів В. Фомін, що у майбутньому став полковником.